# DEN 1048-3956
DEN 1048-3956 är en ensam stjärna belägen i den södra delen av stjärnbilden Luftpumpen. Den har en skenbar magnitud av ca 17,53 och kräver ett teleskop med kamera för att kunna observeras. Baserat på parallax enligt Gaia Data Release 3 på ca 247,2 mas, beräknas den befinna sig på ett avstånd på ca 13,2 ljusår (ca 4 parsek) från solen. Den rör sig närmare solen med en heliocentrisk radialhastighet på ca -10 km/s. Stjärnan upptäcktes 2000 av Xavier Delfosse (Institute of Astrophysics of the Canary Islands, nu Observatoire de Grenoble) och Thierry Forveille (Canada–France–Hawaii Telescope Corporation), tillsammans med nio andra astronomer.

## Egenskaper
DEN 1048-3956 är en röd stjärna i huvudserien av spektralklass M8.5 V. Den har en massa som är ca 0,075 solmassa, en radie som är ca 0,11 solradier och har en effektiv temperatur av ca 2 300 K.
Kinematiskt tillhör DENIS J1048−3956 den unga tunna skivan av Vintergatan. År 2005 upptäcktes med hjälp av radioastronomi en kraftig flare från objektet.
Stjärnan är ett bra exempel på de minsta, minst massiva stjärnorna som är möjliga. Med en massa som bara är 7,5 procent av solens är den knappt tillräckligt stor för att upprätthålla nukleär fusion i dess kärna. Faktum är att den är så liten, svag och sval att den ursprungligen troddes vara en brun dvärg.